# 都庞岭半叶趾虎
都庞岭半叶趾虎（学名：Hemiphyllodactylus dupanglingensis）一种于中华人民共和国湖南省南部都庞岭国家级自然保护区发现的爬行动物，隶属于壁虎科半叶趾虎属。
其种加词“dupanglingensis”意为“都庞岭的”。

## 形态特征
都庞岭半叶趾虎体型中等，雄性体长39.4～44.7毫米，雌性体长40.8毫米左右。虹膜为铜红色，具有棕色网状结构，瞳孔垂直；背面底色为浅黄色，背部具有深色网状结构；腹面为粉白色，腹侧鳞片具有浅黄色边缘，每个鳞片上有密集的黑点。

## 保护
本种于2023年被收录入《有重要生态、科学、社会价值的陆生野生动物名录》。